# Uentrop (Lenne)
Die Uentrop (auch Üntrop geschrieben) ist ein 5,8 km langer, linker Nebenfluss der Lenne im nordrhein-westfälischen Hochsauerlandkreis (Deutschland).

## Geographie
Die Uentrop entspringt als Zwergseifen an der Ostflanke des, im Hauptkamm des Rothaargebirges liegenden, Härdlers auf einer Höhe von 630 m ü. NHN. Zunächst nach Osten abfließen wendet der Bach bald seinen Lauf nach Norden. Mit der Mündung des Weinkännchen nach 1,4 km wird der Bach Uentrop genannt. Weiter in überwiegend nordnordwestliche Richtungen fließend mündet der Bach nach durchfließen der Ortschaft Lenne auf 335 m ü. NHN linksseitig in die Lenne.
Der obere Talbereich der Uentrop gehört zum Naturschutzgebiet Üntrop. Der Bach überwindet auf seinem 5,8 km langen Weg einen Höhenunterschied von 295 m, was einem mittleren Sohlgefälle von 50,9 ‰ entspricht. Er entwässert ein 9,506 km² großes Einzugsgebiet über Lenne, Ruhr und Rhein zur Nordsee.

### Nebenflüsse
Im Folgenden werden die Nebenflüsse der Uentrop aufgeführt, die in der Deutschen Grundkarte mit einem Namen verzeichnet sind. Aufgeführt ist jeweils ihre orografischen Lage, Mündungsposition, Länge, Größe des Einzugsgebietes, Mündungshöhe und Gewässerkennzahl genannt.
| Name                | Lage   | Position [km] | Länge [km] | Einzugsgebiet [km²] | Mündungshöhe [m ü. NHN] | DGKZ        |
| ------------------- | ------ | ------------- | ---------- | ------------------- | ----------------------- | ----------- |
| Weinkännchen        | rechts | 4,4           | 1,531      | 1,532               | 465                     | 2766194-2   |
| Jaismecke           | rechts | 3,6           | 0,795      | 0,795               | 444                     | 2766194-4   |
| Erfmicke            | rechts | 3,3           | 0,742      | 0,500?              | 412                     | 2766194-5?? |
| Drommecke           | links  | 1,8           | 2,749      | 2,751               | 370                     | 2766194-6   |
| Kehlscheider Siepen | links  | 0,6           | 1,660      | 1,661               | 346                     | 2766194-8   |